# Llista negra (informàtica)
|  | Per a altres significats, vegeu «Llista negra». |

La llista negra (en argot black list), en informàtica s'utilitza per a programari que crea més o menys automàticament llistes de dominis o adreces electròniques pel qual l'usuari no vol ser contactat.
Molts programaris permeten configurar una llista d'adreces d'Internet amb les quals no es vol pas contactar, per diferents motius: servidors de correu electrònic no desitjat; servidors o pàgines web bloquejats (per exemple per no ser adequat per a nens, o inaccessibles des d'un ordinador a la feina; o encara altres dels quals es prohibeix d'acceptar connexions Secure Shell (SSH), File Transfer Protocol (FTP), etc. El més corrent el bloqueig de correu brossa al programa de correu electrònic, o el bloqueig de números no desitjats al seu mòbil.
Al nivell personal, no hi ha cap problema decidir de qui hom vol rebre o no correus. La cosa és diferent si es tracta de publicar una llista negra o si un proveïdor d'internet bloqueja de manera sistemàtica un altre proveïdor. Programari de llista negra és legal en la majoria de països si conté un procediment per poder sortir de la llista. Un expeditor que es trobés danyat per tal llista, ha de provar els danys i demostrar que respecta les lleis sobre el correu no sol·licitat i que és seriós. Tot i això, el 2007 un tribunal alemany, va prohibir a un proveïdor col·locar a la llista negra del seu servidor de correu electrònic un competidor que enviava correu brossa. El tribunal va considerar la lliure competència de les empreses més rellevant que aquesta protecció. Segons aquest judici alemany, un bloqueig sistemàtic només seria llegut en cas de risc de vírus o programari maliciós. Un altre litigi famós va passar als Estats Units entre Spamhaus i la companyia de màrqueting e360, aquest va acabar a favor de Spamhaus: en primera instància va ser condemnada una indemnització d'11,7 milions de dòlars, en apel·lació aquesta va ser reduïda a un dòlar d'indemnització moral. Per evitar tals litigis, molts programaris de llistes negres demanen que l'usuari final aprovi el filtratge.
També pot arribar que un servidor de bona fe és llistat, per problemes tècniques de mala configuració o quan per exemple un o més ordinadors de la seva xarxa són infectats i transmeten vírus, sense adonar-se'n. En aquest cas és important de resoldre aquests problemes abans de demanar de ser ratllat de la llista negra.
El 2001 els activistes de la Global Internet Liberty Campaign van actuar contra qualsevol filtratge no sol·licitat en amont de la cadena, efectuat pels proveïdors sense el consens explícit de l'usuari, que hauria de ser el que decideix el correu que vol rebre o no.

## DNSBL
DNS based blackholelist (DNSBL) és programari de bloqueig de servidors basat en el sistema de noms de domini (DNS). El programari Real-time Blackhole List (RBL) de Paul Vixie (1997) va ser el primer que va fer servir aquesta tecnologia al seu Mail Abuse Prevention System (Maps, o sigui spam al revés). A l'origen una associació sense ànim de lucre, va esdevenir un producte comercial i des del 2005 va ser comprada per la companyia japonesa Trend Micro que té RBL com a marca registrada. Des del 1997 es van desenvolupar desenes de programes de filtratge, que tenen cadascú els seus criteris més o menys estrictes de filtratge i el seu de servei de manteniment que decideix quan, com i per quant de temps un servidor és fitxat a la llista negra. Hi ha programari lliure alternatiu que compleixen amb els mateixos requeriments.
- Distributed Realtime Black List (DRBL) no és una base de dades propietari com RBL, però un programari que permet a qualsevol xarxa de crear la seva llista negra i compartir-la.[8]
- DNS Whitelist (DNSWL) és una base de dades tipus llista blanca creada per voluntaris d'una associació sense ànim de lucre, que col·lecten «bones» adreces. Per qui filtra menys de 100.000 mails per dia, l'ús és gratuït.[9]
- Right Hand Side Blacklist (RHSBL) («Llista negra del costat dret»). És similar a DNSBL per utilitza els noms de domini en comptes d'adreces IP. El terme ve del fet que el nom del domini es troba a la dreta de l'adreça mail, darrere del symbol @.[10]
- URI DNSBL Són filtres basats en el fet que molt correu brossa, tot i ser enviat des de servidors de correu considerats com seriosos, al cos del text conté enllaços o imatges cliquables que connecten l'usuari amb webs non desitjats. Analitzen l'identificador uniforme de recursos (URI) d'aquestes enllaços i bloquegen el correu que prové de fonts dolents. Els tres programaris més coneguts són SURBL, Uniform Resource Identifier Blacklist (URIBL) i ivmURI. El programari Spamhaus Block List és una combinació de RHSBL i de URI DNSBL: filtra el domini de l'expeditor i els enllaços dins del cos del missatge.